# شهرستان هریسون (کنتاکی)
شهرستان هریسون، کنتاکی (به انگلیسی: Harrison County, Kentucky) یک سکونتگاه مسکونی در ایالات متحده آمریکا است که در کنتاکی واقع شده‌است.